# 軍畑駅
軍畑駅（いくさばたえき）は、東京都青梅市沢井1丁目にある、東日本旅客鉄道（JR東日本）青梅線の駅である。駅番号はJC 67。八王子支社管轄の駅。

## 歴史
- 1929年（昭和4年）9月1日：青梅電気鉄道の軍畑停留場として開業[2][3]。旅客営業のみ[3]。
- 1944年（昭和19年）4月1日：青梅電気鉄道の戦時買収私鉄指定による国有化により、運輸通信省青梅線の駅となる[2][3]。
- 1948年（昭和23年）5月10日：小手荷物の取扱開始[4]。
- 1965年（昭和40年）6月1日：業務委託駅となる（日本交通観光社に委託）[5]。
- 1971年（昭和46年）2月1日：無人化[6]。
- 1987年（昭和62年）4月1日：国鉄分割民営化に伴い、東日本旅客鉄道（JR東日本）の駅となる[2][3]。
- 2002年（平成14年）2月8日：ICカード「Suica」の利用が可能となる[7][8]。
- 2003年（平成15年）2月21日：現駅舎が竣工する[1]。
- 2018年（平成30年）2月6日：自動券売機での切符の発売、ICカードのチャージなどを終了。

## 駅構造
単式ホーム1面1線を有する地上駅である。カーブした線路に接してホームが設けられているため、列車とホームの間隔が広い箇所がある。
青梅駅管理の無人駅である。2018年（平成30年）2月6日まで自動券売機が設置されていた。管理駅などから駅員が派遣され、特別改札が行われることもある。また、簡易Suica改札機が設置されている。旧駅舎は木造であったが、2003年（平成15年）2月21日に出札窓口・自動券売機を備えた簡易的な駅舎の供用を開始した。

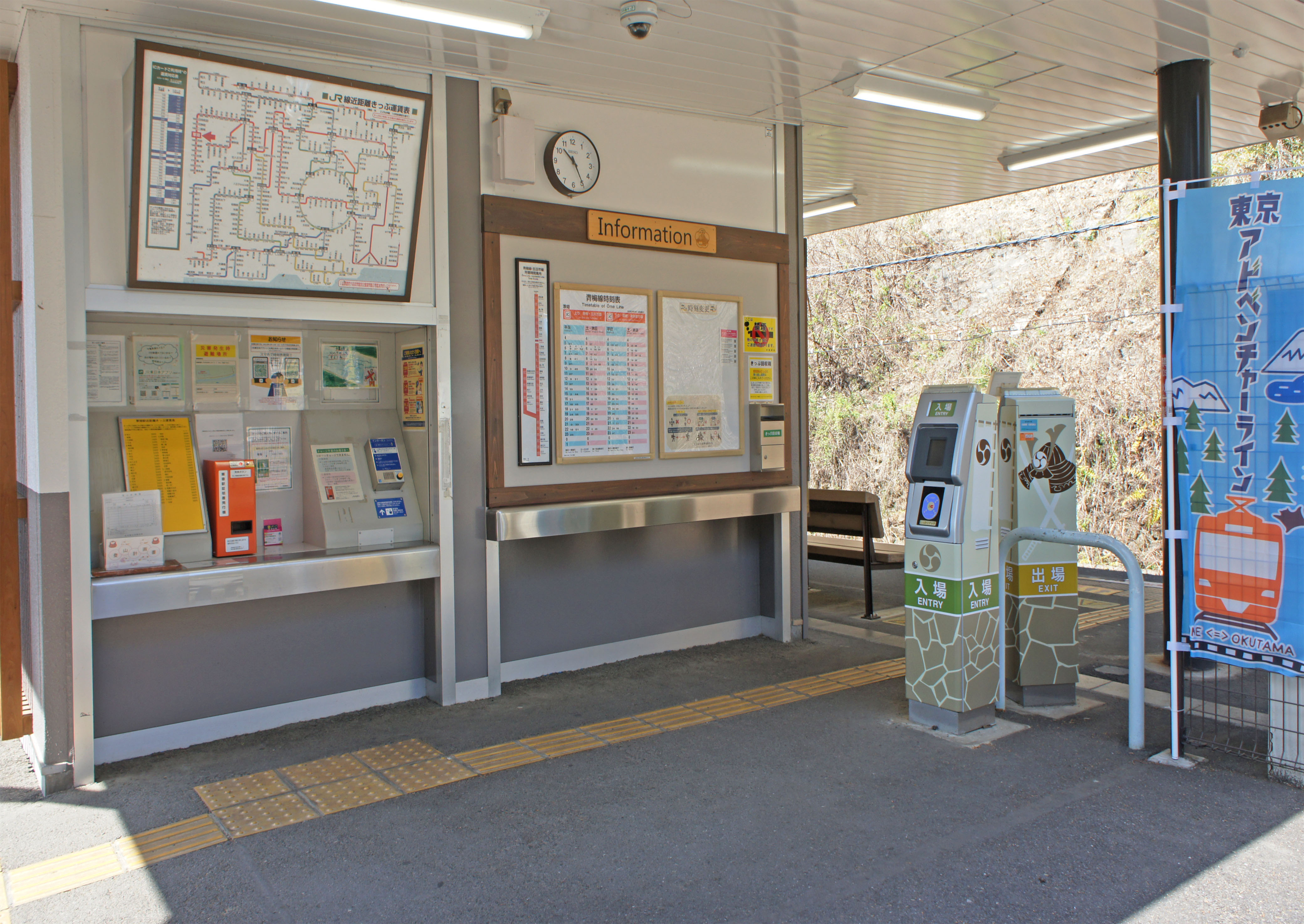
改札口（2022年4月）
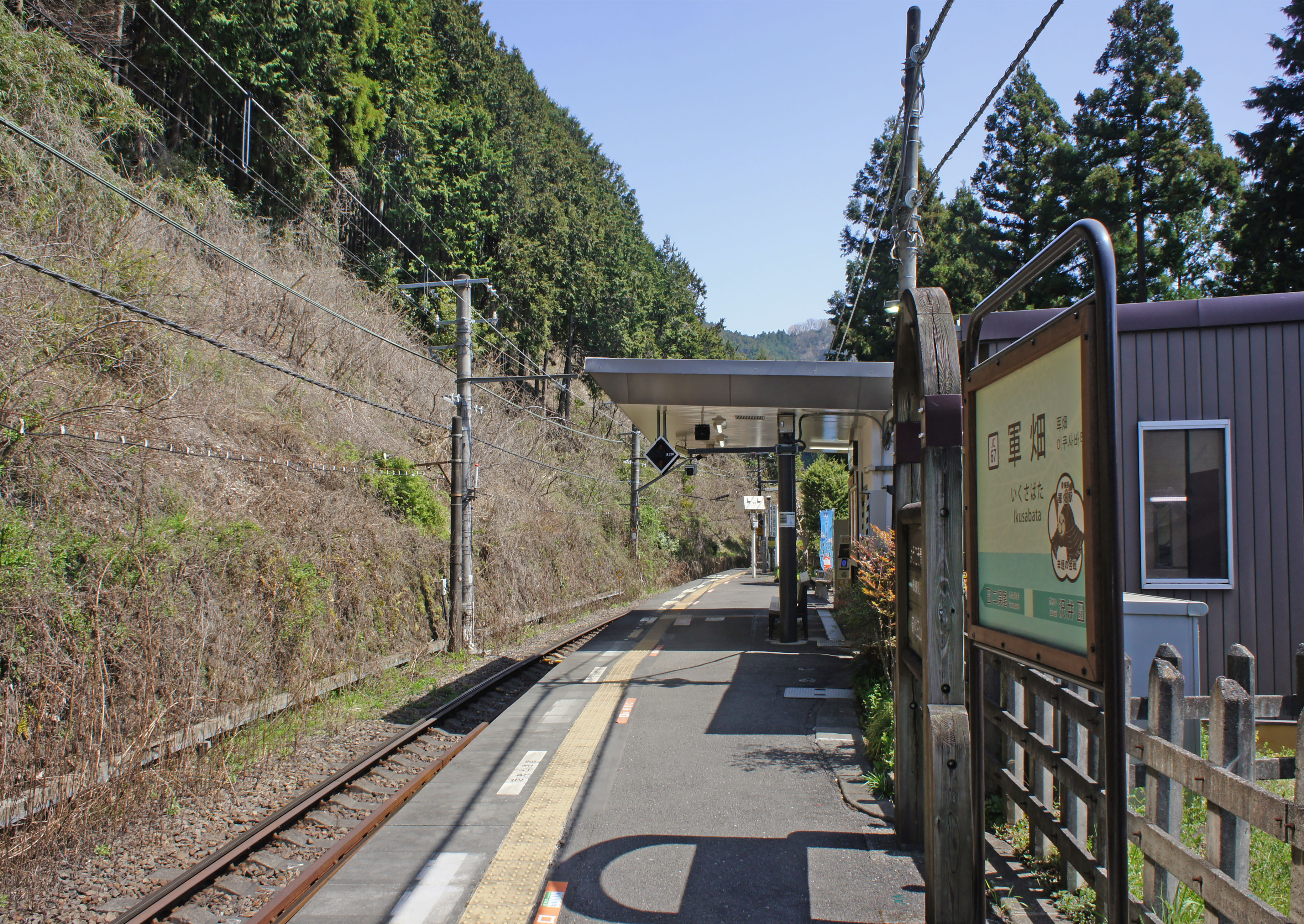
ホーム（2022年4月）

## 利用状況
2010年（平成22年）度の1日平均乗車人員は238人である。
近年の推移は下記の通り。
| 年度               | 1日平均 乗車人員 | 出典     |
| ------------------ | ---------------- | -------- |
| 1990年（平成02年） | 164              | [ * 1 ]  |
| 1991年（平成03年） | 213              | [ * 2 ]  |
| 1992年（平成04年） | 241              | [ * 3 ]  |
| 1993年（平成05年） | 249              | [ * 4 ]  |
| 1994年（平成06年） | 244              | [ * 5 ]  |
| 1995年（平成07年） | 279              | [ * 6 ]  |
| 1996年（平成08年） | 268              | [ * 7 ]  |
| 1997年（平成09年） | 261              | [ * 8 ]  |
| 1998年（平成10年） | 266              | [ * 9 ]  |
| 1999年（平成11年） | 249              | [ * 10 ] |
| 2000年（平成12年） | 249              | [ * 11 ] |
| 2001年（平成13年） | 238              | [ * 12 ] |
| 2002年（平成14年） | 233              | [ * 13 ] |
| 2003年（平成15年） | 249              | [ * 14 ] |
| 2004年（平成16年） | 256              | [ * 15 ] |
| 2005年（平成17年） | 244              | [ * 16 ] |
| 2006年（平成18年） | 258              | [ * 17 ] |
| 2007年（平成19年） | 243              | [ * 18 ] |
| 2008年（平成20年） | 249              | [ * 19 ] |
| 2009年（平成21年） | 255              | [ * 20 ] |
| 2010年（平成22年） | 238              | [ * 21 ] |

## 駅周辺
- 青梅街道（国道411号）
- 埼玉県道・東京都道193号下畑軍畑線
- 軍畑大橋
- 多摩川
- 平溝川
- 高水三山
- 青梅丘陵
- 鎧塚
- 御岳渓谷

## バス路線
最寄りのバス停留所は、青梅街道上の「軍畑駅入口」である。なお、軍畑大橋を渡ると、吉野街道上に「柚木町三丁目」「吉野」停留所がある。都営バスの「軍畑駅入口」「柚木町三丁目」は循環運行区間に位置する。
軍畑駅入口
- 都営バス
  - 梅01：青梅駅前行（土休日のみ）
- 西東京バス
  - 御11：ケーブル下行 / 青梅駅行

柚木町三丁目
- 都営バス
  - 梅01：青梅駅前行（土休日のみ）

吉野
- 都営バス
  - 梅01：玉堂美術館（循環） / 青梅駅前行（土休日のみ）
  - 梅76丙：青梅駅前行

## 隣の駅
東日本旅客鉄道（JR東日本）
 青梅線（東京アドベンチャーライン）
■各駅停車
二俣尾駅 (JC 66) - 軍畑駅 (JC 67) - 沢井駅 (JC 68)

### 記事本文
1. 1 2 3 4 5 6  『週刊 JR全駅・全車両基地』 46号 甲府駅・奥多摩駅・勝沼ぶどう郷駅ほか79駅、朝日新聞出版〈週刊朝日百科〉、2013年7月7日、23頁。
2. 1 2 3 4  曽根悟（監修） 著、朝日新聞出版分冊百科編集部 編『週刊 歴史でめぐる鉄道全路線 国鉄・JR』 38号 青梅線・鶴見線・南武線・五日市線、朝日新聞出版〈週刊朝日百科〉、2010年4月11日、10-11頁。
3. 1 2 3 4 5  石野哲 編『停車場変遷大事典 国鉄・JR編 II』（初版）JTB、1998年10月1日、195頁。ISBN 978-4-533-02980-6。
4. ↑  「運輸省告示第143号」『官報』1948年5月07日（国立国会図書館デジタルコレクション）
5. ↑  「一人ぼっちの民間駅員」『交通新聞』交通協力会、1966年2月4日、2面。
6. ↑  「通報 ●青梅線宮ノ平駅ほか4駅の駅員無配置について（旅客局）」『鉄道公報』日本国有鉄道総裁室文書課、1971年1月30日、5面。
7. ↑  「鉄道記録帳2002年2月」『RAIL FAN』第49巻第5号、鉄道友の会、2002年5月1日、24頁。
8. ↑  「JR年表」『JR気動車客車編成表 '02年版』ジェー・アール・アール、2002年7月1日、187頁。ISBN 4-88283-123-6。

### 利用状況
1. ↑  東京都統計年鑑 - 東京都
2. ↑  青梅市の統計 - 青梅市

東京都統計年鑑
1. ↑  東京都統計年鑑（平成2年）
2. ↑  東京都統計年鑑（平成3年）
3. ↑  東京都統計年鑑（平成4年）
4. ↑  東京都統計年鑑（平成5年）
5. ↑  東京都統計年鑑（平成6年）
6. ↑  東京都統計年鑑（平成7年）
7. ↑  東京都統計年鑑（平成8年）
8. ↑  東京都統計年鑑（平成9年）
9. ↑  東京都統計年鑑（平成10年） (PDF)
10. ↑  東京都統計年鑑（平成11年） (PDF)
11. ↑  東京都統計年鑑（平成12年）
12. ↑  東京都統計年鑑（平成13年）
13. ↑  東京都統計年鑑（平成14年）
14. ↑  東京都統計年鑑（平成15年）
15. ↑  東京都統計年鑑（平成16年）
16. ↑  東京都統計年鑑（平成17年）
17. ↑  東京都統計年鑑（平成18年）
18. ↑  東京都統計年鑑（平成19年）
19. ↑  東京都統計年鑑（平成20年）
20. ↑  東京都統計年鑑（平成21年）
21. ↑  東京都統計年鑑（平成22年）